# Thomas Bibb Hayward
Thomas Bibb Hayward, ameriški admiral, * 3. maj 1924, Glendale, Kalifornija, ZDA, † 3. marec 2022.
Admiral Hayward je bil načelnik pomorskih operacij ZDA med 1. julijem 1978 in 30. junijem 1982.